# Verdenspiger
Verdenspiger er en dansk dokumentarserie i tre afsnit fra 1995-1996 instrueret af Frode Højer Pedersen.

## Afsnit
| # | Titel                                                              | Første sendedag |
| --- | ------------------------------------------------------------------ | --------------- |
| 1 | "Verdenspiger 1 - I morgen bliver vi færdige - De Kalder mig hund" |                 |
| »Verdenspiger 1« rummer to dokumentarfilm: »I morgen bliver vi færdige« - om 4 pigers liv bag en væv i Nepal, hvor mere end 150.000 børn arbejder som billig arbejdskraft på vævefabrikkerne. Den 12-årige Suri skal arbejde et halvt år for at betale sin mors gæld af. På fabrikken møder hun 3 andre piger, og sammen beslutter de at gøre noget. »De Kalder mig hund« - om at være 11-årig tjenestepige på Haiti, hvor mere end 300.000 børn bliver foræret væk af deres fattige forældre. De bliver givet til de rige familier, hvor de må arbejde som husslaver. Pigen Asmithe drømmer stadigvæk om at komme hjem til sin mor. |                                                                    |                 |
| 2 | "Verdenspiger 2 - Kumari - Den levende gudinde - Drømmepigen"      |                 |
| »Verdenspiger 2« rummer to dokumentarfilm: »Kumari - Den levende gudinde« - om børnegudinden Rasmilla. I Nepal vælger man små piger til at være levende gudinder. De bor i deres tempel og bliver tilbedt indtil den dag, de får deres første menstruation. Rasmilla levede i 8 år alene i templet. »Drømmepigen« - om gadepiger i Brasilien. Den 11-årige Tatiana er stukket af hjemmefra. Nu lever hun på gaden sammen med Paloma og en gruppe børn. Livet i Rio de Janeiros gader har mange farer, og en dag finder hun ud af, at der må gøres noget for ikke at gå til bunds i storbyens jungle.                                 |                                                                    |                 |
| 3 | "Verdenspiger 3"                                                   |                 |
| I midten af halvfemserne filmede Frode Højer Pedersen fire piger i Asien og Latinamerika. Pigerne var dengang mellem 10 og 14 år. Suri, den nepalesiske tæppevæver, Rasmilla, der blev gudinde som 4-årig, gadepigen Tatiana fra Brasilien, og husslaven Asmithe fra Haiti. Hvordan er det gået dem fem år senere, næsten voksne?. |                                                                    |                 |